# Maurin Lange
Maurin Lange, född 3 september 2000, är en schweizisk roddare.

## Karriär
I april 2024 vid EM i Szeged tog Lange silver i scullerfyra tillsammans med Dominic Condrau, Jan Jonah Plock och Scott Bärlocher.